# Mizuta Kenzan
Mizuta Kenzan (japanisch 水田 硯山; geboren 14. Dezember 1902 in Osaka; gestorben 7. September 1988  in Kyōto) war ein japanischer Maler der Nihonga-Richtung. Er war der jüngere Bruder des Nihonga-Malers Mizuta Chikuho.

## Leben und Werk
Mizuta Kenzan erlernte ab 1917 in der Malschule seines Bruders Malerei im Stil der Nanga. Daneben studierte er chinesische Klassiker unter Fujisawa Nangaku (藤沢 南岳; 1842–1920). 1918 zog er nach Kyoto. 1921 konnte er zum ersten Mal ein Bild auf der 1. Ausstellung des „Nihon Nanga-in“ (日本南画院) zeigen, und zwar „Kumo kyorai“ (雲去来) – „Wolken kommen und gehen“. 1922 zeigte er „Sanzon  gyōmu“ (山村暁霧) – „Morgennebel über dem Bergdorf“ und wurde als Mitglied des „Nihon Nanga-in“ aufgenommen.
1923 machte Mizuta eine Chinareise, von der er Skizzen aus verschiedenen Gegenden mitbrachte, die er für „Kōyōsankan“ (紅葉山館) – etwa „Haus auf dem Herbstlaubberg“ und „Kankōtosen“ (寒江渡舟) – „Fähre nach Hanjiang“ verwendete, der auf den Ausstellungen der „Nihon Nanga-in“ zeigte. Er stellte auch auf der „Teiten“ aus:
- 1923 auf der 4. „Aki nidai“ (秋二題) – „Herbst, zwei Themen“,
- 1924 auf der 5. „“ (一路湿翠) – „Ein Weg – nasses Grün“ und „Harue Akirashio“ (春江暁潮) – „Morgenflut bei Harue“,
- 1925 auf der 6. „Unsan“ (雲散) – „Nebelauflösung“ und „Suihi“ (水肥) – „Jauche“,
- 1927 auf der 8. „Asa“ (朝) – „Am Morgen“, ein Werk, das wieder eine Auszeichnung erhielt,
- 1928 auf der 9. „Yūkoku“ (幽谷) – „Entlegenes Tal“.

Danach konnte Mizuta juryfrei ausstellen und war weiterhin mit Beiträgen aktiv, auch auf der nachfolgenden Ausstellungsreihe „Shin-Bunten“ und den Ausstellungen des „Nihon Nanga-in“. 1931 war er auf der „Ausstellung japanische Malerei“ in Berlin zu sehen.
Nach dem Zweiten Weltkrieg wurde Mizuta eingeladen, auf der „Nitten“ auszustellen. 1958 beteiligte er sich an der Gründung der „Seiseisha“ (菁々社), 1960 wirkte er an der Wiederbelebung des „Nihon Nanga-in“ mit. 1961 wurde er mit dem „Preis des Kultusministers“ (文部大臣賞, Mombudaijin-shō) für sein Bild „Aki“ (秋) – „Herbst“ ausgezeichnet. Ab etwa 1970 verschlechterte sich seine Sehfähigkeit, so dass er sich vom Malen zurückzog.
Das Nationalmuseum für moderne Kunst Tokio besitzt das Werk „Sōgake Agatabaku“ (層崖懸瀑) – etwa „Mehrschichtiger Klippenwasserfall“ aus dem Jahr 1942.